# Чергановка
Чергановка (укр. Черганівка) — село в Косовской городской общине Косовского района Ивано-Франковской области Украины.
Население по переписи 2001 года составляло 994 человека. Занимает площадь 24,66 км². Почтовый индекс — 78664. Телефонный код — 03478.